# Carlos Bruneel
Carlos Bruneel es un flautista nacido en Bélgica. Ha tocado en toda Europa, América y, más recientemente, en Japón.
Estudió en el Conservatorio de Amberes con Jan Van Reeth. En 1982 consiguió el Belgium Tenuto Contest. Continuó estudiando en Londres con Jonathan Snowdon y tomó clases magistrales con Aurèle Nicolet, William Bennett, etc.
Ha sido flauta solista en orquestas como la sinfónica de La Monnaie desde 1981 o la BRTN Ancient Philharmonic Orchestra, así como en varias orquestas de cámara: Prima La Musica, Collegium Instrumentale Brugense, etc.
Bruneel es miembro del Prometheus Ensemble y del quinteto de vientos La Monnaie. También toca en recitales con pianistas como Jan Michiels, Levente Kende o Daniël Blumenthal.
Como profesor, ha sido jefe del Departamento de flauta en el Conservatorio de Bruselas desde 1994, siendo a menudo jurado de competiciones internacionales.
- Datos: Q2256783